# Westville (Nueva Escocia)
Westville es un pueblo canadiense situado en la provincia de Nueva Escocia.

## Superficie
Westville tiene una superficie de 14,24 km².

## Demografía
En 2021, tenía 3540 habitantes, una densidad poblacional de 248,6 hab./km², y 1660 viviendas.